# Raydale Park
Raydale Park är en fotbollsarena i Gretna i Skottland i Storbritannien och hemarena för fotbollslaget Gretna.